# Чиж оливковий
Чиж оливковий (Carduelis olivacea) — вид горобцеподібних птахів родини в'юркових (Fringillidae). Птах поширений у Болівії, Перу та Еквадорі. Населяє тропічні та субтропічні гірські ліси, може гніздитись у вторинних лісах. У гнізді висиджує 2-4 яйця. Тіло завдовжки 10-11 см.